# Castillo de Haar
El castillo de Haar (en neerlandés: Kasteel de Haar) se encuentra cerca de Haarzuilens, en la provincia de Utrecht en los Países Bajos. Los edificios actuales, todos construidos a partir de 1892 sobre el castillo original del siglo XIV, son obra del arquitecto holandés Pierre Cuypers, en un proyecto de restauración neogótica financiado por la familia Rothschild.
El más antiguo registro histórico de un edificio en la ubicación del castillo actual data de 1391. En ese año, la familia De Haar recibió el castillo y las tierras circundantes como feudo de Hendrik van Woerden. El castillo permaneció en la propiedad de la familia De Haar hasta 1440, cuando el último heredero varón murió sin hijos. Pasó entonces a manos de una rama lejana de la familia, los van Zuylen, y ya a finales del siglo XIX, Étienne Gustave Frédéric, barón de van Zuylen van Nyevelt van de Haar, casado con Hélène de Rothschild, pudo restaurarlo.